# Nils Hörstadius
Nils Wilhelm Hörstadius, född 25 november 1894 i Hedvig Eleonora församling, Stockholm,  död 19 oktober 1956 i Borås Gustav Adolfs församling, Borås, var en svensk civilingenjör, företagsledare och riksdagsledamot (högern). Han var son till Wilhelm Hörstadius.
Hörstadius var verkställande direktör i Svenskt konstsilke samt ledamot i styrelsen för Borås Wäfveri. Han var ledamot av riksdagens första kammare 1937, invald i Älvsborgs läns valkrets.